# Renato Barbieri
Renato Barbieri   (Liorna, 15 de gener de 1903 - Liorna, 11 de novembre de 1980) va ser un remer italià que va competir durant les dècades de 1920 i 1930.
El 1932 va prendre part en els Jocs Olímpics de Los Angeles, on guanyà la medalla de plata en la competició del vuit amb timoner del programa de rem.
En el seu palmarès també destaquen quatre medalles al Campionat d'Europa, una d'or i tres de plata.